# 巴黎机场集团
巴黎机场集团（法語：Groupe ADP），原名巴黎机场（法語：Aéroports de Paris），是法国的一家机场建设管理公司。公司管理者巴黎地区的三家机场：巴黎-奥利机场、巴黎夏尔·戴高乐机场、巴黎-勒布尔歇机场。

## 历史
2017年12月，法国现任政府帮助集团接受美银美林的私有化计划。